# Slappy
Slappy  — другий мініальбом американського панк-рок гурта Green Day виданий у вересні 1990 року на Lookout! Records. Альбом був виданий на різнокольорових вінілових платівках. Альбом буд записаний 20 квітня 1990 року всього за декілька годин на Art of Ears Studio та зміксований 23 квітня. Всі чотири трека з альбому згодом увійдуть до платівки 1,039/Smoothed Out Slappy Hours. Видання альбому продовжувалось до серпня 2005 року на Lookout! Records, коли Green Day вилучила права на альбом у цього лейблу через несплату останнім роялті.
24 березня 2009 року альбом був перевиданий (разом з платівкою 1,000 Hours) у вигляді конусного диску до вінілового видання 39/Smooth.

## Список пісень
Автор музики і слів Всі слова написані Біллі Джо Армстронгом, крім зазанчениз виключень. 
| Side A | Side A                 | Side A     |
| #      | Назва                  | Тривалість |
| ------ | ---------------------- | ---------- |
| 1.     | «Paper Lanterns»       | 2:23       |
| 2.     | «Why Do You Want Him?» | 2:30       |

| Side B | Side B                                  | Side B     |
| #      | Назва                                   | Тривалість |
| ------ | --------------------------------------- | ---------- |
| 1.     | «409 in Your Coffeemaker»               | 2:51       |
| 2.     | «Knowledge» (пісня гурту Operation Ivy) | 2:18       |